# Somnia (album)
Somnia is een studioalbum van Hawkwind.

## Inleiding
Net als voorgaand album Carnivorous werd Somnia opgenomen tijdens de lockdowns tijdens de coronapandemie. Elk lid speelde thuis zijn partij in om vervolgens het bestand te zenden naar Dave Brock, die er vervolgens één geheel van maakte. Na Somnia was Hawkwind in de gelegenheid een korte tournee te houden, aan de hand waarvan livealbum We are looking in on you. Somnia bevat, net als de voorgaande dertig albums, een mengeling van spacerock en psychedelische rock. Dat laatste komt ook met name in de teksten naar voren, die handelen (volgens het persbericht van Cherry Red) over paranoia, koortsdelieren en meditatie. De gezongen, gesproken en gemompelde teksten worden ondersteund door nauwelijks wisselende akkoordenschema’s, bijna tegen ambient aan. Somnia (droombeelden) verwijst daarbij naar Somnus, god van de slaap (Somnus is de Romeinse variant van Hypnos).

## Musici
- Dave Brock – zang, gitaar, basgitaar, synthesizers (tijdens de opnamen 79 jaar oud)
- Magnus Martin – zang, gitaar, basgitaar, synthesizers
- Richard Chadwick – drumstel, percussie
- Mel Rogers, Trixie Smith - achtergrondzang

## Muziek
| Nr. | Titel                               | Duur  |
| --- | ----------------------------------- | ----- |
| 1.  | Unsomnia (Martin)                   | 10:21 |
| 2.  | Strange encounters (Brock)          | 6:36  |
| 3.  | Alcyone (martin)                    | 5:29  |
| 4.  | Counting sheep (Bock)               | 3:25  |
| 5.  | China blues (Borck)                 |       |
| 6.  | it’s only a dream (Brock)           | 3:p18 |
| 7.  | Meditation (Brock, Martin)          | 4:20  |
| 8.  | Sweet dreams (Brock)                | 2;20  |
| 9.  | I can’t get you off my mind (Brock) | 3:58  |
| 10. | Small objects in spece (Brock)      | 5:07  |
| 11. | Pulsestar (Brock)                   | 1:44  |
| 12. | Barkus (Brock)                      | 4:46  |
| 13. | Cave of phantom dreams (Martin)     | 4:13  |

Het nummer Unsomnia geeft beelden weer van iemand op de grens van wakker en slapen. Hij/zij ziet vissen vliegen, vogels in de zee, sterren in het water en honden in bomen. Counting sheep verwijst naar Schaapjes tellen; Brock heeft dan alternatieven (boek lezen, tv kijken, fantaseren) tevergeefs geprobeerd. 